# خورشیدگرفتگی ۲۶ ژوئن ۱۸۰۵
خورشیدگرفتگی ۲۶ ژوئن ۱۸۰۵ (به انگلیسی: Solar eclipse of 2۶ ژوئن ۱۸۰۵) یک خورشیدگرفتگی از نوع خورشیدگرفتگی جزئی بود. این خورشیدگرفتگی در تاریخ ۲۶ ژوئن ۱۸۰۵ روی داد که زمان اوج آن، ساعت ۲۳:۲۷:۴۰ به‌وقت ساعت هماهنگ جهانی بوده است.